# Chuck Rayner
Claude Earl Rayner (11 de agosto de 1920 - 5 de outubro de 2002) foi um canadense profissional em hóquei no gelo que jogou 9 temporadas para o New York Americans e para o New York Rangers da NHL. Ele é um membro homenageado do Hockey Hall of Fame.

## Prêmios e conquistas
- Turnbull Cup MJHL Championship (1940)
- AHL Second All-Star Team (1941)
- NHL Second All-Star Team (1949, 1950, & 1951)
- Vencedor do Troféu Memorial Hart (1950)
- jogou no NHL All-Star Game (1949, 1950, & 1951)
- Induzido ao Hockey Hall of Fame em 1973
- "Honoured Member" do Manitoba Hockey Hall of Fame